# Guayabo Grande
Guayabo Grande är en ort i Mexiko.   Den ligger i kommunen Tantoyuca och delstaten Veracruz, i den sydöstra delen av landet, 250 km norr om huvudstaden Mexico City. Guayabo Grande ligger 149 meter över havet och antalet invånare är 364.
Terrängen runt Guayabo Grande är huvudsakligen platt. Guayabo Grande ligger uppe på en höjd. Runt Guayabo Grande är det ganska tätbefolkat, med 72 invånare per kvadratkilometer. Närmaste större samhälle är Tantoyuca, 15,8 km söder om Guayabo Grande. Omgivningarna runt Guayabo Grande är en mosaik av jordbruksmark och naturlig växtlighet.